# Cissus cactiformis
Cissus cactiformis är en vinväxtart som beskrevs av Ernest Friedrich Gilg. Cissus cactiformis ingår i släktet Cissus och familjen vinväxter. Inga underarter finns listade i Catalogue of Life.